# Zhu Wen
Zhu Wen (en chino: 朱文; Quanzhou, provincia de Fujian, 1967) es un escritor, poeta, escenógrafo y realizador chino. 

## Primeros años y escritura
Zhu Wen asistió a la Universidad Southeast en Nankín, y se graduó con un grado en energía eléctrica. 
En 1994, después de haber trabajado como ingeniero en una planta estatal de energía térmica durante cinco años, deja su trabajo para convertirse en un escritor independiente.
Su primer cuento publicado, Amo los dólares, fue denunciado por algunos críticos como "la novela descarada e indecente de un hooligan".
En 1998, instigó y se identificó con el movimiento de la ruptura (duanlie) para expresar su insatisfacción con el establishment literario. Envió cuestionarios a cerca de 70 escritores, de los cuales 55 respondieron. Las respuestas en su mayoría fueron sarcásticas, expresando el descontento imperante, más tarde se generaron publicaciones que fomentaron aún más la independencia entre los escritores.
En una introducción a los cuentos cortos de Zhu Wen, la traductora Julia Lovell caracterizó su estilo narrativo como 'una voz en primera persona vagamente puntuada, tanto directa como indirectamente se desenvuelve en frases descriptivas destinadas a capturar los ritmos de acción y diálogos libremente sin ceremonias de la China contemporánea".
Como escritor, fue etiquetado como parte de un movimiento de la "nueva generación" (xinshengdai). Comenzó a escribir cuentos y novelas en 1991. Ha escrito las siguientes novelas:
- Amo los dólares《我爱美元》(1994)
- Cruce a bote《三生修得同舟渡》 (1995)
- Una noche de hospital 《幸亏这些年有了一点钱》 (1996)
- Ruedas 《把穷人统统打昏》 (1998)
- Ah, Xiao Xie《小谢啊小谢》(1999)
- 《因为孤独》
- 《弟弟的演奏》
- 《人民到底需不需要桑拿》
- 《大汗淋漓》

Su único trabajo de novela es ¿Qué es la basura, qué es el amor? (什么 是 拉圾, 什么 是 爱).
Una selección de sus cuentos fue traducida por Julia Lovell y publicada por Columbia University Press en enero de 2007.

## Carrera de dirección
Zhu decidió dirigir una película en 2000. Él ha dicho que la mayoría de los directores que él admira provienen de Europa continental y Rusia, incluyendo a Andrei Tarkovsky.
Es considerado un miembro de la sexta generación de cineastas chinos. Su primera película fue Comida de pez (海鲜), que trata sobre la amistad de un policía y una prostituta en el distrito de Beidaihe. Ganó el gran premio del jurado en el 58.º Festival de Cine de Venecia y costó alrededor de 300.000RMB para producir.
Su segunda película, Al sur de las nubes, fue galardonada con el Premio NETPAC (Red de Promoción de Películas Asiáticas) en el Festival de Cine de Berlín y ganó el premio al nuevo mejor director asiático en el Festival Internacional de Cine de Shanghái, compartiendo el galardón y la mitad del premio en fectivo de 150,000RMB con un director tailandés.
Explicó que el título está referido a los deseos que no pueden cumplirse. Costó alrededor de 100,000RMB para producir.
Zhu también ha sido muy crítico con algunos de los miembros de la quinta generación de cineastas chinos como Zhang Yimou y Chen Kaige. "Son directores exitosos, pero no son buenos dirigiendo".

### Filmografía
- Director

| Year | Título traducido    | Título chino |
| ---- | ------------------- | ------------ |
| 2001 | Comida de pez       | 海鲜         |
| 2003 | Al sur de las nubes | 云的南方     |

- Guionista

| Year | Título traducido        | Título chino | Director   |
| ---- | ----------------------- | ------------ | ---------- |
| 1996 | Nubarrones sobre Wushan | 巫山云雨     | Zhang Ming |
| 1999 | Diecisiete años         | 过年回家     | Zhang Yuan |
| 2001 | Comida de pez           | 海鲜         | Zhu Wen    |